# Liste polnischer Gewerkschaften
Liste polnischer Gewerkschaften: In Polen existieren etwa 23.000 Gewerkschaften. 15 % der Beschäftigten sind gewerkschaftlich organisiert. In 97 % der Unternehmen existiert keine Gewerkschaft. Die drei größten Gewerkschaftsbünde sind Solidarność, OPZZ und Forum Związków Zawodowych. Die Geschichte polnischer Gewerkschaften reicht bis ins 19. Jahrhundert zurück.
- Gewerkschaftsbund Niezależny Samorządny Związek Zawodowy Solidarność
- Gewerkschaftsbund Forum Związków Zawodowych
  - Gewerkschaft der Lokführer (Federacja Związków Zawodowych Maszynistów Kolejowych)
  - Gewerkschaft der Mitarbeiter der Polnischen Staatsbahn PKP (Federacja Związków Zawodowych Pracowników PKP)
  - Konföderation der Gewerkschaften der Telekommunikation in Polen
  - Gewerkschaft der Mitarbeiter in Wasserwirtschaft und Umweltschutz (Krajowy Wolny Związek Zawodowy Pracowników Gospodarki Wodnej i Ochrony Środowiska)
  - Gewerkschaft der Wärmeerzeuger (Krajowy Związek Zawodowy Ciepłowników)
  - Gewerkschaft der Inspektoren der Staatlichen Sozialversicherung ZUS (Krajowy Związek Zawodowy Inspektorów Kontroli Zakładu Ubezpieczeń Społecznych)
  - Gewerkschaft der Mitarbeiter im Straßenwesen in Mazowieckie (Mazowiecki Związek Zawodowy Pracowników Drogownictwa RP)
  - Überbetriebliche Gewerkschaft der Mitarbeiter im Gesundheitswesen im Lukowicz-Krankenhaus in Chojnice (Międzyzakładowa Organizacja Związku Zawodowego Pracowników Ochrony Zdrowia przy Szpitalu Specjalistycznym im. Łukowicza w Chojnicach)
  - Jugendgewerkschaft der Mitarbeiter von Ispat Polska Stal S.A. (Międzyzakładowy Młodzieżowy Związek Zawodowy Pracowników Ispat Polska Stal S.A.)
  - Überbetriebliche Gewerkschaft „Hutnik“ in ZGH „Bolesław“ in Bukowna (Międzyzakładowy Niezależny Związek Zawodowy „Hutnik“ przy ZGH „Bolesław“ w Bukownie)
  - Überbetriebliche Gewerkschaft der Mitarbeiter im Bildungswesen / (Międzyzakładowy Związek Zawodowy Pracowników Oświaty „Forum“)
  - Gewerkschaft der Grenzschützer (Niezależny Samorządny Związek Zawodowy Funkcjonariuszy Straży Granicznej)
  - Gewerkschaft kommunaler Busfahrer (Niezależny Samorządny Związek Zawodowy Kierowców Autobusów Komunikacji Miejskiej Rzeczpospolitej Polskiej)
  - Gewerkschaft der Postzusteller (Niezależny Samorządny Związek Zawodowy Listonoszy Poczty Polskiej)
  - Gewerkschaft Solidarność 80 (Niezależny Samorządny Związek Zawodowy „Solidarność '80“)
  - Gewerkschaft „Solidarność 80“ bei KWK „Jas – Mos“ in Jastrzębie-Zdrój (Niezależny Samorządny Związek Zawodowy „Solidarność 80“ KWK „Jas – Mos“ w Jastrzębiu-Zdroju)
  - Niezależny Samorządny Związek Zawodowy Solidarność '80 Małopolska
  - Niezależny Samorządny Związek Zawodowy Policjantów
  - Niezależny Samorządny Związek Zawodowy Pracowników Policji
  - Niezależny Samorządny Związek Zawodowy Pracowników Pożarnictwa
  - Niezależny Związek Zawodowy Kierowców
  - Ogólnokrajowe Zrzeszenie Związków Zawodowych Pracowników Ruchu Ciągłego
  - Ogólnokrajowy Związek Zawodowy „Forum“
  - Ogólnopolski Związek Zawodowy Oficerów i Marynarzy
  - Ogólnopolski Związek Zawodowy Pielęgniarek i Położnych
  - Ogólnopolski Związek Zawodowy Położnych
  - Ogólnopolski Związek Zawodowy Pracowników Administracji i Obsługi Służby Zdrowia
  - Ogólnopolski Związek Zawodowy Pracowników Bloku Operacyjnego Anestezjologii i Intensywnej Terapii
  - Ogólnopolski Związek Zawodowy Straż Pocztowa
  - Porozumienie Związków Zawodowych „Kadra“
  - Wolny Związek Zawodowy „Solidarność – Oświata“
  - Zakładowy Związek Zawodowy Pracowników British – American Tobacco Polska S.A
  - Związek Zawodowy Inżynierów i Techników
  - Związek Zawodowy Kapitanów i Oficerów
  - Związek Zawodowy Kierowców PeKaeS Transport S.A.
  - Związek Zawodowy Kierowców w Polsce
  - Związek Zawodowy Liga Pracy
  - Związek Zawodowy Marynarzy i Rybaków Kontraktowych
  - Związek Zawodowy „Okrętowiec“
  - Związek Zawodowy Pracowników Komunalnych Regionu Kujawsko-Pomorskiego
  - Związek Zawodowy Pracowników Komunikacji Autobusowej w Gdyni
  - Związek Zawodowy Pracowników Komunikacji Miejskiej w RP
  - Związek Zawodowy Pracowników Lotnictwa Cywilnego
  - Związek Zawodowy Pracowników Policji
  - Związek Zawodowy Pracowników Przedsiębiorstwa Państwowego „Porty Lotnicze“ Pracowników Spółek z Udziałem Przedsiębiorstwa i Lotnisk Niekomunikacyjnych
  - Związek Zawodowy Pracowników RUCH S. A. „Kadra“
  - Związek Zawodowy Pracowników Technicznych i Ekonomicznych Bydgoskich Zakładów Przemysłu Gumowego Stomil S.A.
  - Związek Zawodowy Pracowników Totalizatora Sportowego Sp. z o.o. „Forum“
  - Związek Zawodowy Pracowników Warsztatowych (PKP)
  - Związek Zawodowy Pracowników Zakładu Szybkiej Kolei Miejskiej „Cisowa“

- Ogólnopolskie Porozumienie Związków Zawodowych (OPZZ)
  - Lehrergewerkschaft ZNP (Związek Nauczycielstwa Polskiego)
  - Związek Zawodowy Pracowników Przemysłu Poligraficznego

- Ogólnopolski Związek Zawodowy „Inicjatywa Pracownicza“
- Inicjatywa Pracownicza (IP), Mitglied der Internationalen Konföderation der Arbeiter*innen (IKA)
- Krajowy Niezależny Samorządny Związek Zawodowy „Solidarność '80“
- Krajowy Związek Zawodowy Techników i Inżynierów BHP
- MWZZ „Centrum“ przy Dyrekcji Generalnej Poczty Polskiej w Warszawie
- Niezależny Samorządny Związek Zawodowy Rolników Indywidualnych Solidarność
- Ogólnopolski Związek Zawodowy Lekarzy
- Wolny Związek Zawodowy „Sierpień 80“ – Konfederacja
- Związek Zawodowy Rolnictwa „Samoobrona“